# Амонитски език
Амонитският език е мъртъв ханаански език, говорен от жителите на древната държава Амон в днешна Йордания в I хилядолетие пр. Хр.
Езикът е известен само от отделни фрагменти, сред които Надписът от Аманската цитадела (IX век пр. Хр.), Телсиранският надпис (VII – VI век пр. Хр.) и известен брой остракони. Според наличните данни той е почти идентичен с древноеврейския, с признаци за известно арамейско влияние.